# Olena Zubrylova
Olena Mykolaivna Zubrylova –en ucraniano, Олена Миколаївна Зубрилова; en bielorruso, Алена Мікалаеўна Зубрылава– (nacida como Olena Mykolaivna Ohurtsova, Shostka, 25 de febrero de 1973) es una deportista ucraniana que compitió para Bielorrusia en biatlón.
Ganó diecisiete medallas en el Campeonato Mundial de Biatlón entre los años 1996 y 2005, y nueve medallas en el Campeonato Europeo de Biatlón entre los años 1994 y 2006.
Participó en cuatro Juegos Olímpicos de Invierno, entre los años 199 y 2006, ocupando el quinto lugar en Lillehammer 1994, el quinto en Nagano 1998 y el cuarto en Turín 2006, en la prueba de relevo.

## Palmarés internacional
| Representando a Ucrania     |                         |                   |                 |
| Campeonato Mundial          |                         |                   |                 |
| Año                         | Lugar                   | Medalla           | Prueba          |
| 1996                        | Ruhpolding (Alemania)   | Medalla de plata  | Equipo          |
| 1996                        | Ruhpolding (Alemania)   | Medalla de bronce | Relevo          |
| 1997                        | Osrblie (Eslovaquia)    | Medalla de plata  | Velocidad       |
| 1997                        | Osrblie (Eslovaquia)    | Medalla de plata  | Persecución     |
| 1997                        | Osrblie (Eslovaquia)    | Medalla de plata  | Individual      |
| 1997                        | Osrblie (Eslovaquia)    | Medalla de bronce | Equipo          |
| 1999                        | Kontiolahti (Finlandia) | Medalla de oro    | Persecución     |
| 1999                        | Kontiolahti (Finlandia) | Medalla de oro    | Individual      |
| 1999                        | Kontiolahti (Finlandia) | Medalla de oro    | Salida en grupo |
| 1999                        | Kontiolahti (Finlandia) | Medalla de bronce | Velocidad       |
| 2000                        | Oslo (Noruega)          | Medalla de bronce | Relevo          |
| 2001                        | Pokljuka (Eslovenia)    | Medalla de bronce | Individual      |
| 2001                        | Pokljuka (Eslovenia)    | Medalla de bronce | Relevo          |
| 2002                        | Oslo (Noruega)          | Medalla de oro    | Salida en grupo |
| Campeonato Europeo          |                         |                   |                 |
| Año                         | Lugar                   | Medalla           | Prueba          |
| 1994                        | Kontiolahti (Finlandia) | Medalla de bronce | Relevo          |
| 1996                        | Val Ridanna (Italia)    | Medalla de plata  | Relevo          |
| Representando a Bielorrusia |                         |                   |                 |
| Campeonato Mundial          |                         |                   |                 |
| Año                         | Lugar                   | Medalla           | Prueba          |
| 2003                        | Janty-Mansisk (Rusia)   | Medalla de plata  | Individual      |
| 2005                        | Hochfilzen (Austria)    | Medalla de bronce | Individual      |
| 2005                        | Hochfilzen (Austria)    | Medalla de bronce | Relevo          |
| Campeonato Europeo          |                         |                   |                 |
| Año                         | Lugar                   | Medalla           | Prueba          |
| 2003                        | Forni Avoltri (Italia)  | Medalla de plata  | Persecución     |
| 2003                        | Forni Avoltri (Italia)  | Medalla de bronce | Relevo          |
| 2004                        | Minsk (Bielorrusia)     | Medalla de oro    | Velocidad       |
| 2004                        | Minsk (Bielorrusia)     | Medalla de plata  | Individual      |
| 2004                        | Minsk (Bielorrusia)     | Medalla de plata  | Relevo          |
| 2004                        | Minsk (Bielorrusia)     | Medalla de bronce | Persecución     |
| 2006                        | Langdorf (Alemania)     | Medalla de oro    | Relevo          |